# ديمة طهبوب
ديمة «محمد طارق» عبد الرحيم طهبوب ، نائب في مجلس النواب الأردني وكاتبة ومحللة سياسية، وناطق إعلامي باسم جبهة العمل الإسلامي الأردني باللغة الإنجليزية، أرملة الشهيد طارق أيوب الذي استشهد في العراق على يد سلاح الجو الأمريكي أثناء عمله مراسلاً صحفياً لقناة الجزيرة الفضائية، وانجبت منه طفلته فاطمة. تنتمي لإحدى عائلات الخليل، وهي كريمة نقيب الأطباء الأردنيين  السابق د. طارق طهبوب.

## النشأة والتعليم
اتسمت بحب الكتابة منذ أيام المدرسة وفازت بجائرة وزارة التربية والتعليم على مستوى المدارس في الأردن، ثم كتبت كثيراً في الجامعة ولكنها بدأت الكتابة بشكل أكبر بعد موت زوجها وكانت تلحق اسمه باسمها حتى لا ينساه الناس.
- حاصلة على بكالوريوس لغة إنجليزية من الجامعة الأردنية.
- ودكتوراه من جامعة مانشستر في بريطانيا.

في آذَار 2020، قدمت دروساً حَيّة في اللغةِ الإنجليزية على صفحتها العامة على فيسبوك، نظراً للإغلاق المؤقت للمدارسِ الناتج عن تفشي فيروس كورونا.

## الكتابة
بدأت الكتابة المنتظمة مع جريدة السبيل وهي جريدة يومية أردنية. ولها أكثر من 800 مقالة. نشرت كذلك في القدس العربي اللندنية والإسلام اليوم والجزيرة توك، وصحيفة فلسطين، وجنى الشقائق ومنبر الداعيات في لبنان، وغيرها الكثير من الوكالات والمواقع الاعلامية.
تكتب عن فلسطين كجزء أساسي من مقالاتها لنشر الوعي ومواكبة الأحداث المستجدة وصناعة الرأي العام والتبشير بالنصر وتقديم الدور المطلوب من الشعوب.

## مواقف وخلافات
- في عام 2017 أيدت طَهبوب منع الفرقة اللبنانيّة «مشروع ليلى» من الأداءِ في عمان بِسبب دعواتهم للحُريات الجِنسية، كما قدمت شكوى ضد مجلة حقوق المثليين الوحيدة على الإنترنتِ في الأردن، ماي كالي، على أرضية المادة 49 من قانون الصحافة والنشر، وتمكنت مِنْ دَفعِ الحُكومِة الأُردُنيّة إلى فرض رقابة عليها. كما قدمت طهبوب في نفس استجوابا إلى وزير العدل عما إذا كانت الحُكومَة الأُردُنيّة تَتَسامح مع المثليةِ الجنسية في البلاد.[6]
- في مُقابلةٍ في تموز 2017 في برنامج «منطقة الصِراع» الذي تقدمه دويتشه فيله، أَشادت طهبوب بالجنديّ الأردني أحمد دقامسة الذي أطلق في العام 1997 النار على مجموعة من التلميذات الإسرائيليات 1997، مما أسفر عن مقتلِ سبعةٍ منهن وَإِصابةِ ستة أُخرَيات، وحكمت عليه محكمة عسكرية بالسجن لمدة 20 عاماً مع الأشغالِ الشاقة. سَأَلت المُقابِلَةُ طهبوب: «أنتِ أُمّ. وأنتِ سَعيدة جداً أن يَكونَ لَديكِ فَتيات يَبلُغنَّ مِنَ العُمْرِ 13 و14عاماً، فقط لأَنهُنَّ إسرائيليات، قُتلن؟ أطفال غير محميين، قتلوا؟» فأجابت: «لأنَهُم أعداء، إنهُم أعداء». كما ذكرت أنهم «استهزأوا بالشعبِ الأُردُني، واستهزأوا بِدينِنا»، في إشارةٍ إلى مَزاعم دقمسة بأن الأولاد استهزأوا بِهِ أثناءِ الصَّلَاة. .[7]
- في تشرين الأول 2017، رَفَعت طهبوب دعوى قَضائِيّة ضد ناشط أردني بتهمةِ التَشْهِير بعد أن نَشَر صورة لشخص يركب حِصاناً يحملُ سيفاً أمام علم داعش.[8] ووضعَ الناشطُ وجهَ طهبوب على وجه ذلك الشخص، محاولاً انتِقادِها لِدعمِها حادثة قام فيها ضابط شرطة، دون أوامر، بِمضايقة طلاب في مطعم كان مفتوحاً لتناول الطعام قبل غُروبِ الشَّمسِ خلال شَهرِ رَمَضَان. ألقي القبض على الناشطِ ولم يُطلَق سَراحَهُ إلا بعد أن اعتذرت أُسرَتَهُ لدى طهبوب.[9][10]
- في تشرين الثاني 2018 حُظر مؤتمر لِمركز البحوث الدينية في الأردن، بعد أن أثار جدلا واحتجاجات لاحتواء برنامجه على ورشة عمل بعنوان «تاريخ الناس لميلاد الله»، ما اعتبره البعض إهانة للإسلام، وتعرض أحد منظميه إلى الاختطاف والتعذيب على أيدي مجهولين. وتشير بعض المصادر إلى دور مركزي لطهبوب في الحملة من أجل حظر المؤتمر.[11][12] تعرضت طهبوب إثر تلك الحادثة إلى حملة في وسائل التواصل الاجتماعي ورفعت بدورها دعاوى تشهير ضد البعض على أرضية اتهامهم لها بالتحريض على الاعتداء.[13]

## روابط خارجية
- مقالات د. ديمة طهبوب على إذاعة صوت الأقصى
- مقالات د. ديمة طهبوب على إسلام اليوم - نوافذ
- مقابلة في برنامج باللغة الإنجليزية (المقهى The Café) على الجزيرة الإنجليزية. (بالإنجليزية)
- قتل الشهود - الجزيرة - مقابلة - الشهيد طارق أيوب وذكريات تملئ وجدان أسرته
- مقالات باللغة الإنجليزية - الجزيرة الإنجليزية (بالإنجليزية)